# Lu Chunlong
Lu Chunlong (chiń. upr. 陆春龙; chiń. trad. 陸春龍; pinyin Lù Chūnlóng; ur. 8 kwietnia 1989 w Jiangyin) — chiński gimnastyk, mistrz olimpijski.
Najważniejszym osiągnięciem zawodnika jest złoty medal podczas igrzysk olimpijskich w Pekinie w konkurencji skoków na trampolinie.

## Osiągnięcia
| Rok  | Zawody               | Miasto | Miejsce | Konkurencja              |
| ---- | -------------------- | ------ | ------- | ------------------------ |
| 2008 | Igrzyska olimpijskie | Pekin  | 1       | Trampolina indywidualnie |
| 2012 | Igrzyska olimpijskie | Pekin  | 3.      | Trampolina indywidualnie |